# الداريولي
الداريولي (باللاتينية: Darriwilian)، وهي ثاني مرحلة من فترة الأردوفيشي الأوسط والرابعة من العصر الأوردوفيشي، حيث امتدت من 469.4  ± 0.9 إلى 458.2  ± 0.7 مليون سنة مضت، لمدة 11.2 مليون سنة تقريبا.

## التسمية
يعود مصطلح الدابنغي إلى الأبْرَشِيّة داريول في مقاطعة غرانت فيكتوريا (أستراليا). تم اقتراح الاسم عام 1899 من قبل الجيولوجي توماس سيرجنت هال.

## المقطع النموذجي
تقع نقطة ومقطع طبقة الحدود العالمية (GSSP) لبداية الداريولي في قطاع هوانغناتيانغ (28°51′14″N 118°29′23″E / 28.8539°N 118.4897°E) بالقرب من قرية هوانغناتيانغ، 3.5 كلم جنوب غرب مقاطعة تشانغشان، تشيجيانغ، الصين. نتوء تكوين نينكو، يتكون من سجيل اسود اللون. وتم تعريف قاعدة الداريولي بأول ظهور لأنواع الجرابتوليت اندولوغرابتوس اوسترودينتاتوس (Undulograptus austrodentatus). والعلامة الأحفورية الثانية هي الجرابتوليت (Arienigraptus zhejiangensis).
وتم تعريف حدوده العلوية بأول ظهور لأنواع الجرابتوليت نيماغرابتوس غراسيليس (Nemagraptus gracilis).

## الطبقات الحيوية
```
قاعدة الداريولي هي نفي قاعدة منطقة الجرابتوليت 
اندولوغرابتوس اوسترودينتاتوس
 (Undulograptus austrodentatus)، التي تقع فوق الشمال الأطلنطي منطقة مخروطيات الأسنان (Microzarkodina parva). وتقع القاعدة كذلك فوق الجزء العلوي من أمريكا الشمالية، منطقة مخروطيات الأسنان (Histiodella altifrons).
[
9
]
```